# فهرست کشورها بر پایه صادرات الماس
این مقاله شامل فهرست کشورها بر پایه صادرات الماس است. اعداد زیر بر مبنای میلیارد دلار آمریکا هستند و مربوط به سال‌های ۲۰۱۲، ۲۰۱۵ و ۲۰۱۶ بر اساس داده‌های رصدخانهٔ پیچیدگی اقتصادی گردآوری شده‌اند.
| کشور                | ارزش در ۲۰۱۲ | ارزش در ۲۰۱۵ | ارزش در ۲۰۱۶ |
| ------------------- | ------------ | ------------ | ------------ |
| هند                 | ۲٫۴۱         | ۲۳٫۲         | ۲۹٫۴         |
| بلژیک               | ۱۳٫۹         | ۱۹٫۹         | ۱۸٫۹         |
| اسرائیل             | ۳٫۴۵         | ۱۴٫۸         | ۱۴٫۱         |
| آفریقای جنوبی       | ۸٫۳۸         | ۹٫۸۳         | ۱۰٫۹         |
| امارات متحدهٔ عربی   | ۳٫۱۲         | ۸٫۶۶         | ۸٫۲۲         |
| هنگ کنگ             | ۱٫۰۵         | ۷٫۷۹         | ۷٫۵۹         |
| ایالات متحده آمریکا | ۰٫۶۴         | ۶٫۸۱         | ۵٫۶۴         |
| روسیه               | ۴٫۶۷         | ۴٫۲۲         | ۵٫۵۸         |
| سوئیس               | ۱٫۸۲         | ۳٫۱۱         | ۲٫۹۵         |
| کانادا              | ۱٫۶۹         | ۲٫۵۸         | ۲٫۳۵         |
| چین                 | ۰٫۰۱         | ۱٫۹۹         | ۱٫۱۶         |
| آنگولا              | ۰            | ۱٫۶۷         | ۱٫۹۱         |
| بریتانیا            | ۱۰٫۲         | ۱٫۵۸         | ۱٫۳۲         |
| تایلند              | ۰٫۱۶         | ۱٫۲۴         | ۰٫۹۱         |
| سنگاپور             | ۰٫۰۵         | ۱٫۰۳         | ۱٫۱۳         |